# Maxut
Maxut – wieś w Rumunii, w okręgu Jassy, w gminie Deleni. W 2011 roku liczyła 2284 mieszkańców.